# Ivan Skerlecz
Barun Ivan Škrlec Lomnički (Raslovo, Mađarska, 20. srpnja 1873. – Budimpešta, 12. siječnja 1951.), hrvatski političar i pravnik. Bio je hrvatski ban od 1913. do 1917. godine.

## Rani život i karijera
Potomak je stare turopoljske plemićke obitelji Šrklec Lomnički. Rođen je u Baranjskoj županiji u južnoj Mađarskoj. U kolovozu 1885. njegov otac Dragutin, katastarski ravnatelj u Pečuhu, imenovan je ravnateljem financija za Hrvatsku i Slavoniju. Tada dvanaestogodišnji Ivan dolazi u Zagreb. Ondje je završio tri razreda gimnazije, a preostalu izobrazbu i ispit zrelosti (maturu) završio je u mjestu Kaloči. Pohađao je studije prava u Pečuhu i Budimpešti, gdje je i promaknut u doktora prava. Po završetku studija 1896. počinje s radom u državnoj službi na mjestu pravnog vježbenika u Hrvatskom ministarstvu u Budimpešti. Na poziv mađarskog ministra predsjednika Kálmána Szélla postaje tajnik u Predsjedništvu mađarske vlade, gdje je obavljao dužnost šefa Predsjedničkog ureda te perovođe Ministarskog vijeća. Ministarski savjetnik postaje 1911. godine. Napredovanje u službi potvrđeno mu je i brojnim odličjima. Tako je 1903. odlikovan Komturnim križem reda Franje Josipa I., a 1912. dobiva i Križ Leopoldova reda.

## Banovanje
1913. godine, nakon što je kraljevski povjerenik Slavko Cuvaj poslan na "trajni dopust", Škrlec je imenovan povjerenikom sa zadatkom da smiri političku situaciju u Hrvatskoj i pripremi povratak na ustavno stanje. Njegovim posredovanjem došlo je do sporazuma između Hrvatsko-srpske koalicije i grofa Tisze, predsjednika ugarske vlade. Za vrijeme pregovora na njega je 18. kolovoza Stjepan Dojčić izvršio neuspjeli atentat, ranivši ga u desnu ruku. U zamjenu za preuzimanje vlasti u Hrvatskoj, HSK je izrazila potpunu odanost ugarskoj vladi na unionističkoj liniji. Čim se dogovorio s HSK o raspodjeli kandidata po izbornim kotarima, 27. studenoga 1913. su objavljene dvije banske naredbe kojima su nevažećima proglašene mjere protiv novinstva te Zakon o pravu na sakupljanje. Tim je činom prestao komesarijat u Hrvatskoj. Hrvatskoj je vraćen ustav, ukinut za Cuvajeva banovanja, a Skerlecz je imenovan banom na čelu "činovničke vlade". Ugarska je vlada 6. prosinca ukinula Željezničku pragmatiku, koja je bila povreda Hrvatsko-ugarske nagodbe nametanjem mađarskog na području Hrvatske, te donijela novu u kojoj su izostale odredbe o jeziku, ali je ipak ostala stara praksa, pa je mađarski jezik i dalje ostao službenim na svim linijama državnih željeznica u Hrvatskoj i Slavoniji. Nakon što je ugarska vlada uvidjela da joj Koalicija neće praviti probleme, novi izbori za Hrvatski sabor održani su 16. prosinca. Na njima je Koalicija dobila apsolutnu većinu u Saboru, iako je dobila manje glasova od oporbe (43.645 naprema 45.968). Zemaljska vlada proširena je 17. lipnja 1914. novim odjelom za narodno gospodarstvo.
Za Skerleczova banovanja buknuo je I. svjetski rat. Protuobavještajna služba austro-ugarske vojske, Kriegsüberwachtungsamt (KÜA), zadužena za protuobavještajni rad u pozadini, počela je rad u zapadnom dijelu Trojednice (Srijem se nalazio uz granicu sa Srbijom, tadašnjom bojišnicom). Škrlec se opirao KÜA kadgod je bilo moguće, raspitujući se za svako uhićenje. Dok je za vrijeme rata austrijska polovica Monarhije bila diktatura pod kancelarom Karlom Stürgkhom, Škrlec je uspio sazvati Hrvatski sabor u lipnju 1915. te je uz manje prekide normalno djelovao tijekom čitavog rata. Odstupio je s banske stolice 29. lipnja 1917., nakon što je Tisza prestao biti predsjednikom vlade. Na mjestu bana naslijedio ga je Antun Mihalović.

### Kabinet
- podban i odjelni predstojnik za unutarnje poslove: Mark Aurel Fodroczy
- odjelni predstojnik za pravosuđe: Miroslav Broschan
- odjelni predstojnik za bogoštovlje i nastavu: Stephan Tropsch
- odjelni predstojnik za narodno gospodarstvo: Zvonimir Žepić

## Kasniji život i smrt
Nakon smjene na položaju bana, Skerlecz se vratio u Mađarsku, te je umro u Budimpešti 1951. u 78. godini.